# کوره خورشیدی

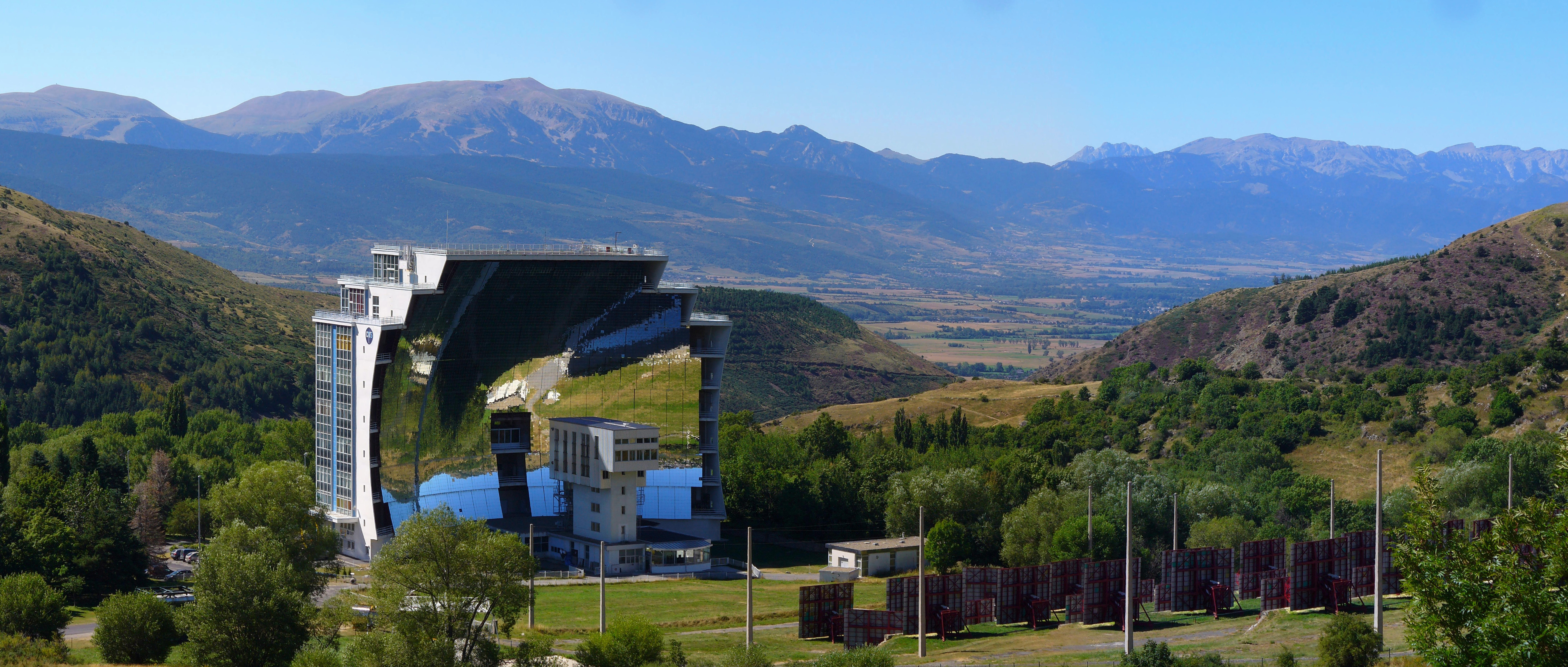
یک کوره خورشیدی

کوره خورشیدی (به انگلیسی: Solar furnace) وسیله‌ای است که از تعداد بسیار زیادی آینه تخت که به صورت الکترونیکی کنترل می‌شود برای متمرکز ساختن نور خورشید در یک ناحیه کوچک جهت تولید دماهای بسیار بالا ساخته شده‌است. کوره خورشیدی به شکل بشقاب کاو (مقعر) و آینه‌ای و صیقلی (که نورهای تابیده شده به طرف خود را بازتاب می‌کند) است. نورهای تابیده شده از بی‌نهایت دور موازی هستند بنابراین همه آن‌ها بعد از بازتابش از نقطه خاصی به نام کانون می‌گذرند. پس در آن نقطه حرارت و گرما بسیار بالاتر از اطراف است. از این گرما برای تولید آب گرم و بخار آب گرم برای به راه انداختن توربین یک نیروگاه برق استفاده می‌شود.
لوله‌های سیاه پر شده از آب در کنار یکدیگر در منطقه‌ای با داشتن پوشش سطوح سیاه یا پوششی از خاک در زیر جمع‌کننده سقفی شیشه‌ای قرار گرفته‌اند. آن‌ها برای یک بار با آب پر شده و پس از آن لوله‌ها بسته می‌شوند بگونه‌ای که آب داخل آن نتواند تبخیر شود. حجم آب داخل لوله‌ها مترادف با سطح آب با مقدار ۵ الی ۲۰ سانتی‌متر برحسب نوع دلخواه برق خروجی انتخاب گشته است.

## تاریخچه
سه عنصر مهم کوره‌خورشیدی جمع‌کن شیشه‌ای سقفی کوره و توربینهای بادی از زمان‌های قدیمی شناخته می‌شدند.

## روش کارکرد
دمای گرم برای کوره خورشیدی به وسیلهٔ تأثیر گلخانه‌ای تولید می‌گردد. برای تولید این تأثیر از یک جمع‌آوری‌کننده ساده که شامل یک شیشه یا لایه پلاستیکی است استفاده شده و آن را به صورت افقی به میزان دو تا شش متر بالای زمین قرار می‌دهند. بلندی منطقه تحت پوشش مجاور با کوره افزایش یافته بگونه‌ای که هوا با حداقل میزان اصطکاک دارای حرکت عمودی می‌گردد. این پوشش امواج کوتاه تابش خورشیدی را گرفته و امواج بلند تابش را از زمین گرم شده به دست می‌آورد. از این رو زمین زیر سقف گرم شده و گرما را به جریان هوای بالای آن از منطقه بیرونی به داخل کوره خورشیدی منتقل می‌نماید.

## کورهٔ خورشیدی
این کوره به خودی خود یک موتور حقیقی گرمایی بشمار می‌آید، یک لولهٔ فشار با حداقل اصطکاک به واسطه نسبت حجم ـ سطح بهینهٔ آن فشار هوا بطرف بالا که در دستگاه جمع‌کن گرم شده تقریباً مترادف با دمای هوای در دستگاه جمع‌کن و حجم آن در کوره می‌باشد.

## نحوهٔ کارکرد
با استفاده از انرژی خورشید گرم می‌شود (در کوره‌های دیگر، نوعی سوخت را می‌سوزاند تا گرمایش به کوره منتقل شود). معمولاً با استفاده از تعداد زیادی آینه پرتوهای نور خورشید را جمع‌آوری و پرقدرت می‌کنند و مجموعه آن‌ها را بر روی کوره می‌تابانند تا دمایش خیلی بالا رود.